# جويس هابر
جويس هابر (بالإنجليزية: Joyce Haber)‏ (1931 - 1993)؛ صحفية وروائية أمريكية.